# Estany de Travessani
Estany de Travessani är en sjö i Spanien.   Den ligger i provinsen Província de Lleida och regionen Katalonien, i den nordöstra delen av landet, 400 km nordost om huvudstaden Madrid. Estany de Travessani ligger 1 280 meter över havet.  Trakten runt Estany de Travessani består i huvudsak av gräsmarker.